# 星云街道
星云街道，是中华人民共和国云南省玉溪市江川区下辖的一个街道。
2021年7月19日，玉溪市人民政府批准大街街道析置为星云街道、宁海街道，12月11日，星云街道正式成立。

## 行政区划
星云街道下辖以下地区：
上营社区、下营社区、三街社区、早街社区、上头营社区、河咀社区、浪广社区、星云社区和土官田村。